# Bronies

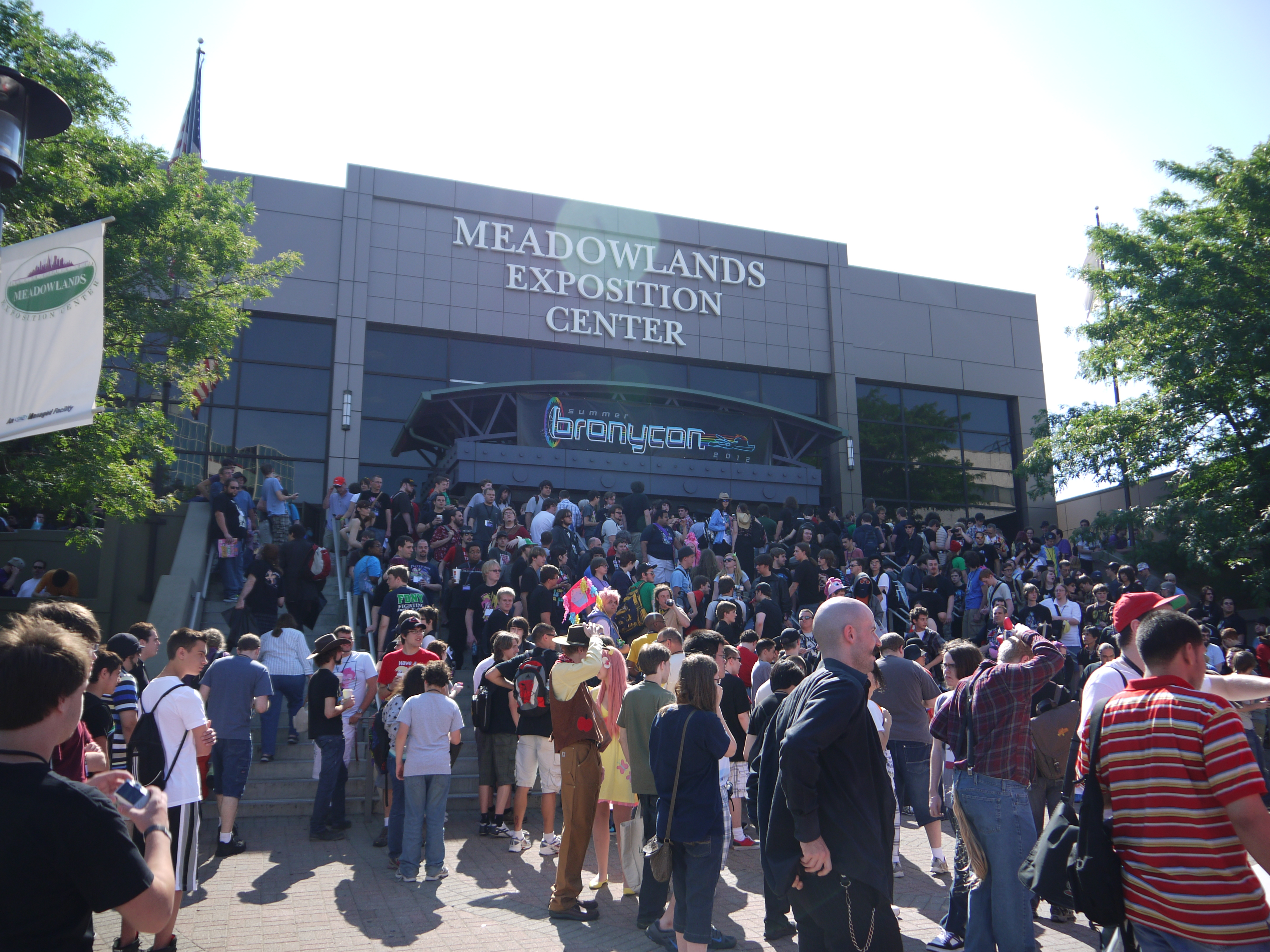
Letni Bronycon 2012 w Secaucus, w stanie New Jersey

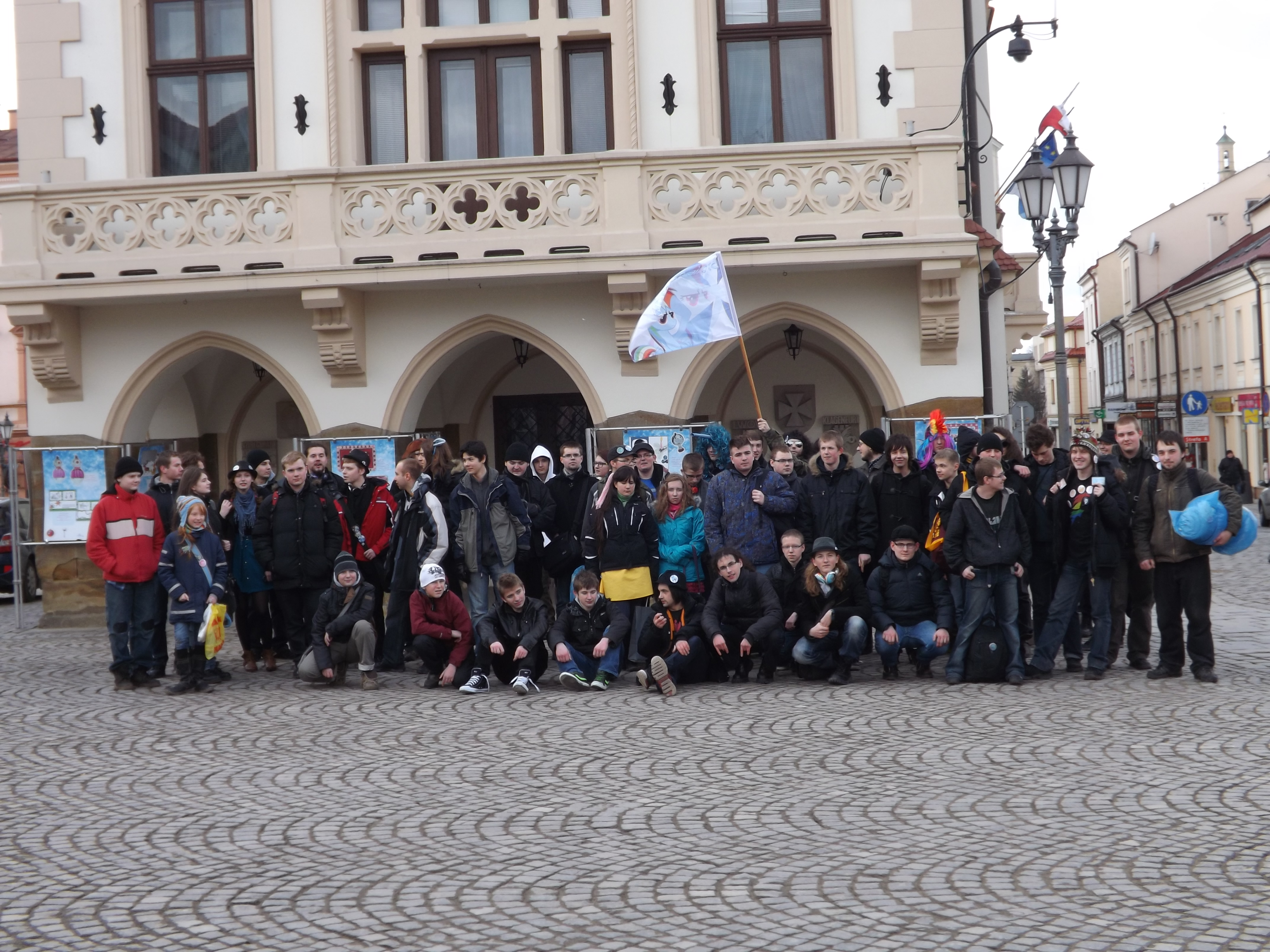
V Oficjalny Rzeszowski Ponymeet (2013)

Bronies (l.poj. brony) – określenie osób interesujących się kucykami z serii My Little Pony, a w szczególności postaciami z serialu My Little Pony: Przyjaźń to magia. Określenie zostało stworzone przez użytkowników imageboardu 4chan.org. Chociaż serial przeznaczony został dla małych dzieci i ich rodziców, jak określają twórcy, zyskał także duże grono fanów w wieku nastoletnim i studenckim, głównie płci męskiej, tzw. bronies, jak również żeńskiej – pegasisters.
Elementy programu stały się częścią kultury remiksu i zbudowały podstawy wielu różnych memów internetowych, a także stworzonych przez fanów utworów muzycznych, fanartów, opowiadań fan fiction oraz gadżetów związanych z kreskówką.
Fani kucyków organizują zloty, tzw. ponymeety. W Polsce pierwszy z nich odbył się 21 sierpnia 2011 w Warszawie. Z czasem spotkania zaczęto organizować w innych regionach Polski. Spotkania były coraz większe i liczniejsze. Doprowadziło to do tego, że w dniach 24–25 listopada 2012 roku w Krakowie odbył się pierwszy w Polsce konwent fanów My Little Pony: Przyjaźń to magia – My Little Konwent. Według organizatorów przybyło na niego około 400 bronies z Polski i kilkoro z zagranicy (przede wszystkim z Niemiec). II edycja tej imprezy miała miejsce 28–29 września 2013 i miała bardziej międzynarodowy wydźwięk (główna nazwa konwentu brzmiała Pony Con-Gress). Tak jak przed rokiem, fani serialu spotkali się w Krakowie, a dołączyła do nich dwójka aktorów podkładających głosy pod postacie z serialu w polskiej wersji językowej. 